# Julijan Cełewycz
Julijan Andrijowycz Cełewycz (ukr. Юліян Андрі́йович Целе́вич, j. pol. Julian Celewicz, ur. 23 marca 1843 w Pawełczu na Pokuciu, zm. 24 grudnia 1892 we Lwowie) – ukraiński pedagog, historyk, nauczyciel, działający w Galicji. W 1892 przewodniczący Towarzystwa Naukowego im. Szewczenki, honorowy członek Towarzystwa Proswita, członek Towarzystwa Historycznego we Lwowie.

## Życiorys
Urodził się w rodzinie ksiądza greckokatolickiego o. Andrija Cełewycza.
Ukończył c.k. gimnazjum w Stanisławowie. W 1861 wstąpił do seminarium we Lwowie, które ukończył w 1865. W tym roku zapisał się na studia na Uniwersytecie Lwowskim. Ukończył studia na Uniwersytecie Wiedeńskim (1866–1868). Doktor filozofii, redaktor i autor kilku książek historycznych.
Był nauczycielem gimnazjalnym we Lwowie (w ukraińskim gimnazjum akademickim) i Stanisławowie.

## Dzieła
- Historia Skitu Maniawskiego (j. rus), Lwów, 1887
- O Oleksie Dowboszczuku, jego poprzednikach i następcach, Rozprawa Akademii Umiejętności
- podręczniki szkolne

### Literatura dodatkowa
- Wiktor Hahn: Celewicz Julian. W: Polski Słownik Biograficzny. T. 3: Brożek Jan – Chwalczewski Franciszek. Kraków: Polska Akademia Umiejętności – Skład Główny w Księgarniach Gebethnera i Wolffa, 1937, s. 220–221. Reprint: Zakład Narodowy im. Ossolińskich, Kraków 1989, ISBN 83-04-03291-0